# Fjell
Pour l’article homonyme, voir Fjell pour la montagne.
Fjell est une ancienne kommune du comté de Hordaland, en Norvège. Elle a fusionné avec la commune de Sund dans la commune d'Øygarden en 2020.
Elle était constituée de nombreuses îles (plus de 500) situées à l'ouest de Bergen, les plus importantes étant la partie nord de Sotra, Bjorøy et Turøy. La construction, en 1971, du pont (Sotrabrua) reliant Fjell au continent, ainsi que sa proximité avec Bergen ont conduit la population de la commune à grimper de 7000 en 1970 à 24870 em 2016.
Les activités économiques principales de Fjell étaient liées à l'exploitation pétrolière en mer du Nord : construction d'équipements, industrie de services (maintenance), etc. La pêche et l'élevage étaient également des secteurs importants.
Fjell signifie « montagne » en norvégien (nynorsk). Avant 1918, le nom de cette commune s'érivait Fjeld.

## Liens externes

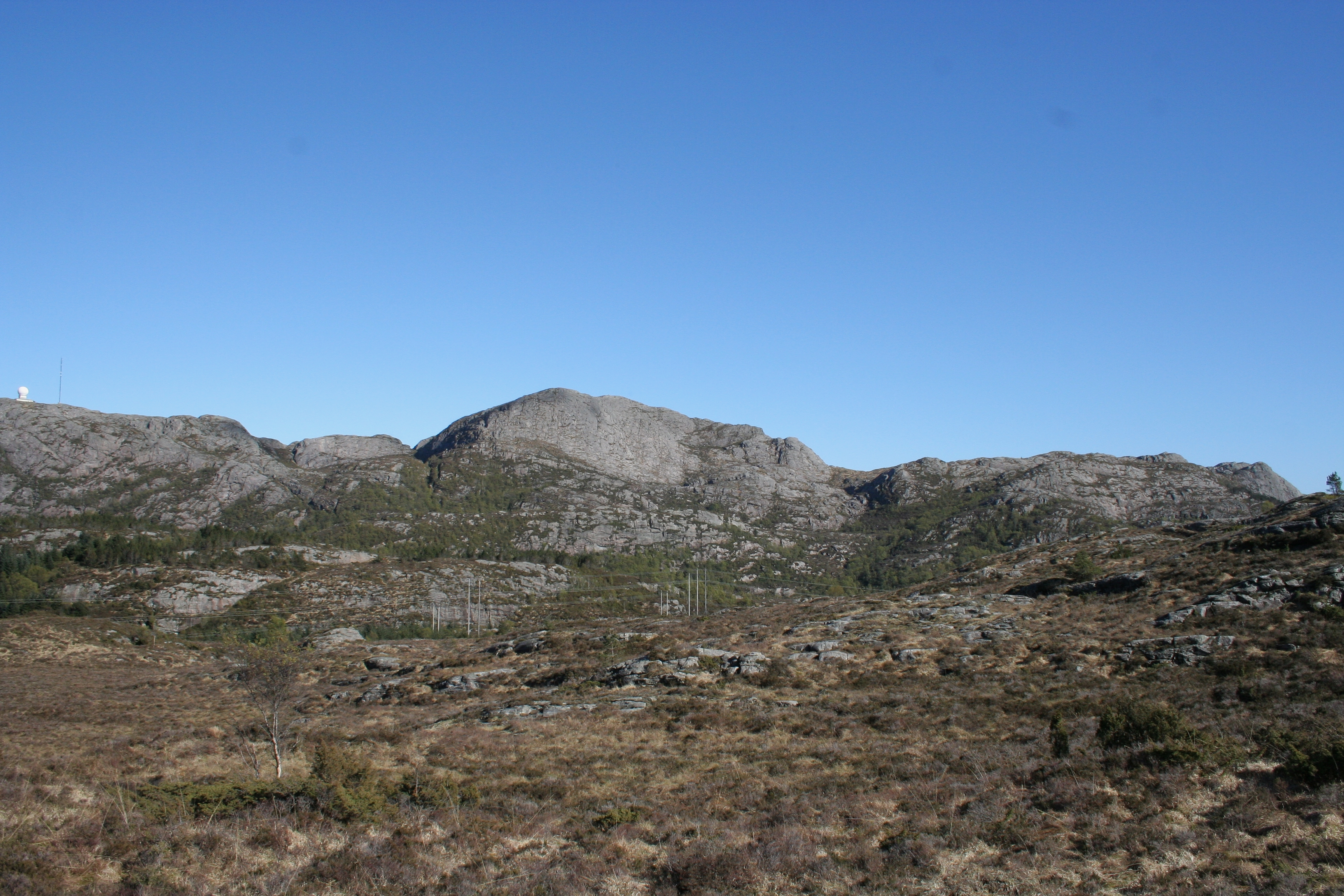
Le point le plus haut de la commune, le Liatårnet, se situant à 341 mètres d'altitude